# Joe Rose
Joe Rose är en amerikansk skådespelare och stuntman.

## Filmografi
- 2005 – Ghosts Never Sleep
- 2003 – Cupids
- 1999 – The Prophet
- 1998 – The Souler Opposite
- 1997 – Absolute Force
- 1996 – Invisible Temptation

Joe har även medverkat i serier som Scrubs, Shasta McNasty och Zoey 101.